# هفت باب بابا سیدنا
هفت باب بابا سیدنا مؤلف شناخته شده‌ای ندارد. در مقدمهٔ کتاب، این اثر منسوب به بابا سیدنا (حسن صباح) است ولی با توجه به اینکه تاریخ کتابت نسخه که گویا مربوط به هشتاد سال پس از فوت او بوده، این مسئله مورد تردید و گمان واقع شده‌است. موضوع آن، عقاید و باورهای اسماعیلیه به خداوندگاری حسن صباح است.
در واقع هفت باب بابا سیدنا آغاز سنت تاریخ‌نگاری بود که در الموت شکل گرفت.
شماری از مورخان همانند عطاملک جوینی مؤلف تاریخ جهانگشای، رشیدالدین فضل‌الله مؤلف جامع‌التواریخ و ابوالقاسم عبدالله بن علی کاشانی مؤلف زبدة التواریخ در دوران مغول از این کتاب بهره بردند و در تاریخ اسماعیلیه نامش را ذکر کرده‌اند.
عزیزالله علیزاده در مورد ویژگی‌های این کتاب نوشته است:
انتساب به حسن صباح، دیرینگی تاریخی، نویسه‌ای با رویکرد تأویل گرایی، نثری ساده و با موضوع بیان حقیقت مذهب اسماعیلی از مزایای «هفت باب بابا سیدنا» است.

## ساختار کتاب
هفت باب بابا سیّدنا
سلسله اسماعیلیه
اوضاع سلسله اسماعیلیه ۶۵۴–۴۸۳ قمری
اسامی فرقه
اهداف مبارزه
انگیزه‌های اجتماعی مبارزه
اَشکال مبارزه
ترورها
اصول هفتگانه
درجات هفتگانه
سلسله مراتب هفتگانه
انبیاء اولوالعزم و امامان هفتگانه
مراتب امام
تأویل‌های اسماعیلی
چکیده باورها
فرقه‌های اسماعیلیه
قلعه‌های اسماعیلیه
پایتخت و وسعت
علل اقتدار
علل انحطاط
خداوندگاران سلسله اسماعیلیه:
۱ـ حسنِ صبّاح ۵۱۸–۴۸۳ قمری
۲ـ کیا بزرگ امید رودباری ۵۳۲–۵۱۸ قمری
۳ـ کیا محمد اول ۵۵۷–۵۳۲ قمری
۴ـ حسن دوم کورگیا ۵۶۱–۵۵۷ قمری
۵ـ خداوند نورالدین محمد دوم ۶۰۷–۵۶۱ قمری
۶ـ خداوند جلال‌الدین حسن سوم ۶۱۸–۶۰۷ قمری
۷ـ خداوند علاءالدین محمد سوم ۶۵۳–۶۱۸ قمری
۸ـ رکن‌الدین خورشا ۶۵۴–۶۵۳ قمری
وقایع‌نگاری
مشخصات عمومی خداوندگاران سلسله اسماعیلیه
منابع و مآخذ
هفت باب بابا سیّدنا:
باب اوّل: در معنی آنکه خلق وَهم و پنداشتِ خود را به خدای می‌دارند.
باب دویم: در معنی آنکه عزّوعلا به صورت خاص خود درین عالم ظهوری دارد که مردم را بدین صورت عزیز کرده‌است.
باب سیم: در معنی آنکه در دَوâرِه ما آن شخص مبارک کیست و در کجا نشیند و چه نام دارد.
باب چهارم: در معنی بازنمودن عالم جسمانی و چگونگی آن
باب پنجم: در معنی بازنمودن عالم روحانی و صفت اهل تضادّ و اهل تَرتُّب و اهل وحدت
باب ششم: در معنی نظم کردن این دیوان و حمد و ثنای خداوند لذکرِهِ السّجُودَ و التّسبیح غرض کلیِ خود این باب است.
باب هفتم: در معنی تاریخ و چگونگی احوال آن
پیوست‌ها:
نمایه عام: اسامی اشخاص و انساب، مکان‌های جغرافیایی
نمایه: اسماءالله
نمایه: فرقه‌ها
نمایه: دژها و قلعه‌ها
نمایه: کتاب‌ها و رساله‌ها
واژه‌نامه
معرفی کتاب هفت باب بابا سیّدنا